# 海能離岸風力發電場
海能離岸風力發電場位於臺灣苗栗縣竹南鎮外海，為臺灣第三座竣工商轉的離岸風力發電場，該發電場由臺灣風睿能源、日本捷熱能源，以及澳大利亚麥格理綠投資集團等三家公司共同合作投資興建，為截至2023年5月是臺灣裝置容量最大的離岸風力發電場。

## 沿革

### 背景
中華民國政府為推動能源轉型與再生能源發展政策，訂定2025年臺灣電網再生能源容量占比將達到20%之目標，其中再生能源又以風力發電與太陽光電為重點發展項目，於2016年10月27日正式定出「風力發電4年推動計畫」，並規劃在2025年達成陸域風力發電1.2GW與離岸風力發電5.7GW的裝置容量目標。
依據4C Offshore國際工程顧問公司報告表示，臺灣海峽為世界上最優良的海上風場之一，加上臺灣島地狹人稠，可開發陸域風力發電之場域趨於飽和，因此2015年7月2日公告「離岸風力發電規劃場址申請作業要點」，公開臺灣西部36處離岸風利潛力場址的基本資料與既有海域資料，總開發潛能概估約可達23GW，並開放有意投資之國內外業者申請許可後自行開發。
能源局將臺灣離岸風力發電發展分為示範、評選、區塊競標等三階段實施，其中第一階段的示範由風睿能源前身，上緯投控公司完成臺灣第一座的海洋離岸風力發電場，接續第二階段風睿能源結合外商，日本捷熱能源、澳大利亚麥格理綠投資集團兩家公司共同投標，並獲得能源局公告獲選竹南鎮外海之場址，與台電公司簽訂20年購電合約，預計2021年可完成63部離岸風力發電機安裝開始商轉。
2017年6月12日海能風力發電股份有限公司籌備處正式提送海能離岸風力發電計畫環境影響評估說明書，供行政院環境保護署進行環境影響評估審查，經2017年10月13日初審會與2018年3月14日審查大會通過環評。

### 施工
海能離岸風力發電場獲得苗栗縣竹南鎮外海約68.8平方公里之海域開發，水深約35~55公尺，距離陸地距離約3.8~9.5公里。2018年11月27日因應原規畫使用海洋竹南既設升壓站，改為新設升壓站而提送環境影響評估差異審查，經2019年1月28日初審會與3月27日審查大會通過修正案。
2019年正式動工啟動輸電海纜的製造工作，2020年7月完成電纜製造工作，海底電纜以47串陣列海纜串聯，並透過四條輸出海纜將電力傳送至陸上變電所，風場陣列海纜及輸出海纜的長度達114公里，所有海纜電壓均為69kV。
2019年10月海能風電委託比利時楊德諾公司擔任水下基礎和海底電纜的EPCI承包商，楊德諾公司再將基樁生產下包給德國鋼鐵公司EEW的EEW Korea、EEW KHPC，以及EEW Malaysia生產，套筒式水下基礎則由義大利油氣工程公司Saipem ，以及新加坡勝科工業公司生產。
2020年3月竹南近海潮間帶環境保護限制期結束後，楊德諾公司的電纜敷設船Willem De Vlamingh號立即於4月開始電纜敷設工程，同月由Seaway 7號開始進行水下水平定向鑽探、基樁及水下基礎的安裝工程，2020年7月完成電纜敷設工程，Saipem公司也宣布完成32座套筒式水下基礎的製造。
海能離岸風電的水下基樁採四腳式多點支撐水下套筒基樁，於2020年7月22日首批基樁運抵臺中港，由於海能風電計畫裝設47組離岸風力發電機，因此基樁總數達188支，每支基樁長度78.9公尺、重277公噸，每支基樁承重量可達1,696公噸的管架式水下基礎結構以及820公噸的風力發電機，其中管架式水下基礎結構高達91公尺，為當前全球最高管架式水下基礎。
2021年受到新型冠狀病毒疫情影響，離岸風力發電工程悉數延宕，海能風電同樣受到影響，原定2021年7~8月陸續啟用的台電離岸風力發電場、允能離岸風力發電場，以及海能離岸風力發電場工程進度均延宕近一年以上，對此經濟部部長王美花表示，受到疫情影響國外工程師與技師進出國門不便，但仍對2025年達成離岸風電容量占比目標有信心。

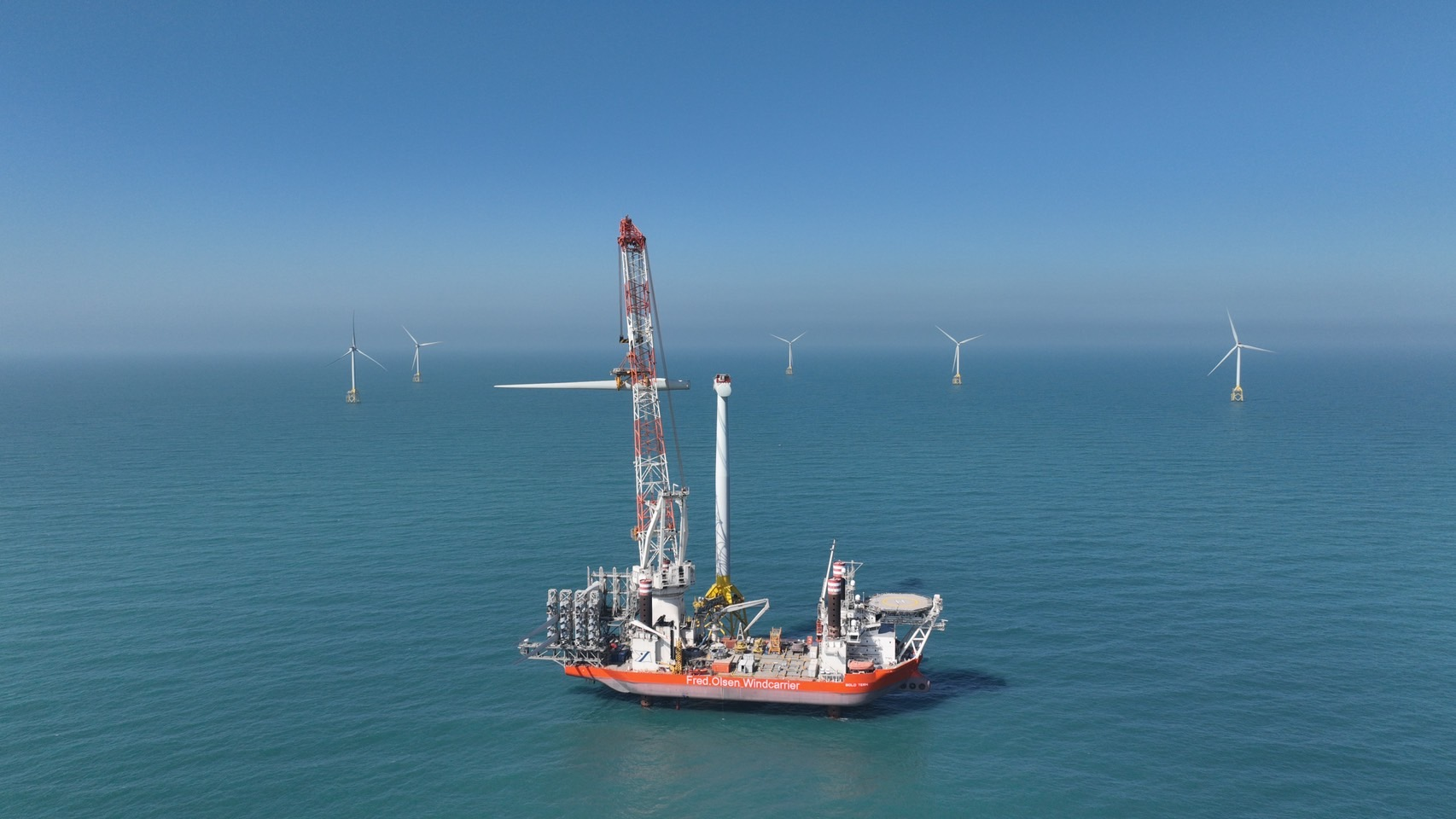
正在由海事船安裝風機葉面的海能離岸風力發電場。

2022年4月海能風場展開水下基礎安裝作業，由重型浮吊船Seaway Yudin號與離岸工程船Siem Barracuda號共同作業，6月上旬啟動風機安裝工作，6月下旬完成首批12部風機安裝，8月26日最後一組管架式水下基礎結構安裝完畢，9月1日海能風電宣布完成47座管架式水下基礎及海纜安裝作業，而風力發電機部分已安裝27支，其中已有8支風機與台灣電力公司電網併聯，開始試運轉發電。

### 完工
2023年1月底海能風電完成全數47部風力發電機安裝，3月21日與台電電網併聯完成，海能風電設置47部由西門子歌美颯製造的SG 8.0-167 DD風力發電機，單機容量8MW，總裝置容量為376MW，每年約可供應38萬戶家庭生活用電。
2023年5月16日海能風電於苗栗縣後龍鎮外埔漁港舉辦「海能馭風，綠電供臺－海能風電完工啟用典禮」，並邀請中華民國總統蔡英文、經濟部長王美花，以及澳洲辦事處代表露珍怡等人出席，其中蔡英文表示，海能風電完工具有三項重要指標，包含強化國產風力發電設備競爭力、臺灣再生能源發展目標，以及電網調度更加靈活等指標。

## 設施

### 發電機組
| 風力發電機類型                                           | 風力發電類型 | 機組數量 | 裝置容量（MW） | 商轉日期  | 狀態   |
| -------------------------------------------------------- | ------------ | -------- | -------------- | --------- | ------ |
| 西班牙西門子歌美颯公司製SG 8.0-167 DD型風力發電機（8MW） | 海域風力發電 | 47       | 376MW          | 2023年3月 | 商轉中 |

### 升壓站
海能風電47部風力發電機經海纜串聯上陸後原規劃與海洋竹南風力發電場共用升壓站，採原址擴充的方式擴建既有升壓站，電壓升至161kV後以6公里長之地下電纜輸送至台電公司營盤一次配電變電所供電網調度使用。
後續重新評估，考量供電穩定性、安全性，以及台電公司於颱風侵襲期間將暫停供電給升壓站，為確保風機的抗颱風機制能正常運作，須於升壓站自設柴油發電機以逆輸入方式將電力回送風機，多項因素下，既有的海洋竹南自設升壓站空間不足以增加新設161kV等級變壓器、69kV等級GIS氣體絕緣開關，以及柴油發電機等。
因此在2018年11月提出環境影響評估差異報告審查，原先共用升壓站改為在竹南人工暫定重要濕地北邊新設自用升壓站，新設升壓站採地上三樓，地下一樓配置，總占地面積5,921平方公尺，建築面積3,552平方公尺，最大開挖深度7公尺。

### 輸電線路
陸纜部分最初規劃經中港溪出海口北岸上陸，採水平導向鑽掘工法銜接農田水利署苗栗管理處所有之幹排二灌溉系統溝渠共溝北上至海洋竹南既設升壓站與電網併聯，後續因升壓站改為新設於竹南人工暫定重要濕地北邊，因此陸纜整體規劃全數更改。
新規劃陸纜自新設升壓站出發原先規劃三項方案進行深入探討選擇，後擇定以A方案的自中港溪出海口北岸上陸，採水平導向鑽掘工法進入升壓站，再經國道三號海側堤下道路、海口里17鄰道路、保安街、保福路、開元路、新生路，以及守法街進入台電營盤一次配電變電所，陸纜全長5.1公里，全線採地下電纜方式敷設。